# Betriebsgemeinschaft (Nationalsozialismus)
Der Begriff Betriebsgemeinschaft wird in der Zeit des Nationalsozialismus häufig gebraucht für alle Tätigen in einem Betrieb, wobei Führungskräfte und Unternehmer ausdrücklich einbezogen sind. Der Begriff wurde aber auch im weiteren Sinne verwendet, um das angebliche Zusammengehörigkeitsgefühl zwischen Gefolgschaft (Belegschaft) und Betriebsführer zu benennen.

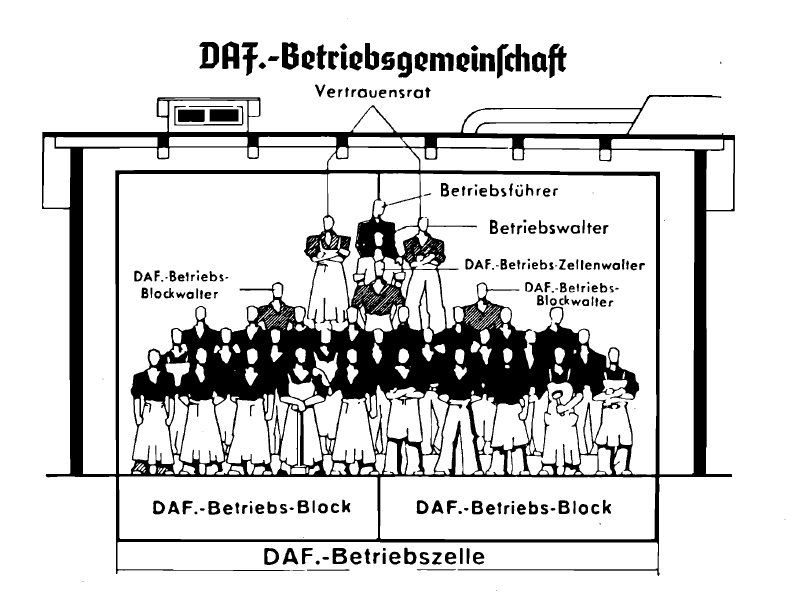
Betriebsgemeinschaft Organigramm der Deutschen Arbeitsfront

In den Sprachgebrauch eingeführt wurde der Ausdruck Betriebsgemeinschaft 1934 durch das Gesetz zur Ordnung der nationalen Arbeit, das dem Unternehmer als „Führer des Betriebs“ die Entscheidung in allen betrieblichen Angelegenheiten übertrug, die „Gefolgschaft“ zu unbedingtem Gehorsam verpflichtete und das Mitbestimmungsrecht beseitigte. Die Betriebsgemeinschaft wurde als „Vorstufe der Volksgemeinschaft“ gepriesen. In Übereinstimmung mit der nationalsozialistischen Ideologie konnten Ausländer und Angehörige von Minderheiten, die von vorneherein als nicht vertrauenswürdig angesehen wurden, nicht Teil der Betriebsgemeinschaft sein.